# Deme Imre
Deme Imre (Zalaegerszeg, 1983. augusztus 3. –) magyar labdarúgó, a Soproni VSE középpályása.

## Pályafutása
Első egyesülete az Újpest FC volt, ahol 2000 és 2003 között játszott. 2003-ban a Marcalihoz igazolt, majd 2003 és 2006 között az FC Tatabánya, 2006 és 2009 között a Ferencvárosi TC labdarúgója volt. 2009-ben visszatért Tatabányára, ahol 2012-ig játszott. 2012 óta a Soproni VSE labdarúgója.